# Nikki Louder (EP)
Nikki Louder je drugi EP slovenske alternativne rock skupine Nikki Louder, izdan leta 8. marca 2012 pri založbi Rnka Rnka. Vsebuje material, posnet v istem času kot pesmi za album Our World Died Yesterday, in remikse tega materiala. Izšel je izključno v obliki kasete.

## Seznam pesmi
Vse pesmi je napisala skupina Nikki Louder.
A stran
1. »Viagara Falls« – 5:33
2. »Fake a Ghost« – 3:03
3. »Sidewalk« – 4:22

B stran
1. »Sidewalk« (remiks) – 3:25
2. »Fake a Ghost« (remiks) – 2:43
3. »Viagara Falls« (remiks) – 3:33
4. »Sidewalk« (remiks) – 3:18

## Zasedba

### Nikki Louder
- Blaž Sever — vokal, kitara
- Peter Cerar — bas kitara
- Luka Cerar — bobni

### Ostali
- Gredoč — snemanje, miksanje, remiksi, mastering
- Tristan Svart — oblikovanje ovitka